# 石炭龙属
石炭龙属（学名：Carbonodraco）是前棱蜥形目的一属，發現於俄亥俄州晚石炭世。

## 下属物种
本属包括以下物种：
- Carbonodraco lundi Mann, McDaniel, McColville & Maddin, 2019[2]